# دفتر (مالیات)
دفتر (جمع: defterler ) نوعی ثبت مالیات و محدوده‌بندی زمین در امپراتوری عثمانی بوده‌است.

## شرح
اطلاعات جمع‌آوری‌شده می‌تواند متفاوت باشد، اما تحریر دفتری معمولاً شامل جزئیات روستاها، خانه‌ها، سرپرستان خانوار (مرد بالغ و بیوه)، قومیت یا مذهب (زیرا این موارد می‌تواند بر بدهی‌ها یا معافیت‌های مالیاتی تأثیر بگذارد) و کاربری زمین را شامل می‌شود. کتاب حقوق یک دفتر ثبت زمین بود که برای مقاصد مالیاتی نیز استفاده می‌شد. هر شهر یک دفتر داشته و معمولاً یک مسئول در نقش اداری برای تعیین اینکه آیا اطلاعات باید ثبت شوند یا خیر وجود داشته‌است. مأمور معمولاً شخصی بود که از مقررات دولتی آگاهی داشت. دفتر برای ثبت تعاملات خانوادگی مانند ازدواج و ارث استفاده می‌شد. این سوابق برای مورخان مفید است زیرا چنین اطلاعاتی امکان درک عمیق‌تری از مالکیت زمین در میان عثمانی‌ها را فراهم می‌کند. این امر به ویژه هنگام تلاش برای مطالعه امور روزمره شهروندان عثمانی مفید است.
برخی از مقامات عثمانی مسئول این دفاتر مالیاتی به عنوان دفتردارها شناخته می‌شدند.

## دفترها در هند
سوابق این نوع از ثبت مالیاتی در شمال هند نیز به عنوان دفتر شناخته می‌شود، به عنوان مثال دفتر پیشوا در پونا به‌همین صورت بوده‌است.

## منشأ اصطلاح
این اصطلاح از دیپترا (به یونانی: διφθέρα)گرفته شده‌است، به معنای واقعی کلمه «پوست، چرم، خز حیوان فرآوری شده»، به معنای کتاب، دارای صفحات پوست بز که همراه با پاپیروس به عنوان کاغذ در یونان باستان استفاده می‌شود، به عربی به عنوان دفتر به عاریت گرفته شده‌است.